# 6. januar
6. januar je 6. dan leta v gregorijanskem koledarju. Ostaja še 359 dni (360 v prestopnih letih).

## Dogodki
- 1540 – poročita se Henrik VIII. in Anna Klevska
- 1598 – Boris Godunov postane ruski car
- 1825 – v Moskvi odprt Bolšoj teater
- 1838 – Samuel Morse javno predstavi telegraf
- 1845 – Anton Martin Slomšek vloži prošnjo za ustanovitev Društva za izdajanje dobrih ljudskih knjig v slovenskem jeziku
- 1848 – v Novem mestu prvič uprizorijo Linhartovo komedijo Ta veseli dan ali Matiček se ženi
- 1915 – italijanska vlada pošlje v Trst svojega odposlanca Carla Gallija
- 1918 – Nemčija prizna neodvisnost Finske
- 1929 – Mati Terezija prispe v najrevnejše predele Kalkute.
- 1929 – kralj Aleksander I. Karađorđević razveljavi ustavo, razpusti parlament in prevzame oblast v Kraljevini Srbov, Hrvatov in Slovencev
- 1944 – 14. divizija krene na pohod na Štajersko
- 1950 – Združeno kraljestvo kot prva zahodna država naveže diplomatske odnose z LR Kitajsko
- 1985 – končana operacija Mojzes; Izrael in ZDA evakuirata 8.000 etiopskih Judov
- 1997 – predvajana je bila prva oddaja Odmevi na TV Slovenija.

## Rojstva
- 1256 – Gertruda Velika, nemška mistikinja in teologinja († 1302)
- 1329 – Ulman Stromer, nemški (nürnberški) veletrgovec, papirničar († 1407)
- 1367 – Rihard II., angleški kralj († 1400)
- 1412 – Ivana Orleanska, francoska nacionalna junakinja in svetnica († 1431)
- 1585 – Claude Favre de Vaugelas, francoski jezikoslovec, slovničar († 1650)
- 1587 – Gaspar de Guzman, španski uradnik († 1645)
- 1745 – Jacques-Étienne Montgolfier, francoski izumitelj († 1799)
- 1752 – Franc Ksaver Gmeiner, slovenski teolog in filozof (* 1824)
- 1799 – Jedediah Smith, ameriški raziskovalec († 1831)
- 1822 – Heinrich Schliemann, nemški arheolog († 1890)
- 1832 – Paul Gustave Doré, francoski ilustrator († 1883)
- 1838 – Karl August Max Bruch, nemški skladatelj († 1920)
- 1849 – Hristo Botev, bolgarski pesnik, domoljub († 1876)
- 1850 – Eduard Bernstein, nemški socialdemokratski politik in teoretik († 1932)
- 1859 – Samuel Alexander, avstralski filozof († 1938)
- 1861 – Janoš Županek, slovenski pisatelj na Madžarskem († 1951)
- 1872 – Aleksander Nikolajevič Skrjabin, ruski skladatelj, pianist († 1915)
- 1878 – Carl Sandburg, ameriški pesnik, pisatelj, novinar, zgodovinar († 1967)
- 1883 – Khalil Gibran, libanonsko-ameriški pisatelj, pesnik, filozof († 1931)
- 1897 – Anton Bajec, slovenski jezikoslovec († 1985)
- 1899 – Max Simon, SS-Gruppenführer in generalporočnik Waffen SS († 1961)
- 1903 – Miha Maleš, slovenski slikar († 1987)
- 1913 – Edward Gierek, poljski politik († 2001)
- 1915 – Alan Watts, angleški pisatelj, filozof in popularizator azijskih filozofij († 1973)
- 1929 – Babrak Karmal, afganistanski politik († 1996)
- 1932 – Pavle Zidar, slovenski pisatelj, pesnik († 1992)
- 1933 – Oleg Grigorjevič Makarov, ruski kozmonavt († 2003)
- 1938 – Adriano Celentano, italijanski pevec in igralec
- 1953 – Malcolm Young, avstralski glasbenik (AC/DC) († 2017)
- 1955 – Rowan Atkinson, angleški filmski igralec
- 1984 – Karmen Orel, slovenska šahistka († 2005)

## Smrti
- 1088 – Berengar iz Toursa, francoski teolog in filozof (* 999)
- 1148 – Gilbert de Clare, angleški grof Pembroka (* 1100)
- 1224 – Jusuf II., almohadski kalif (* 1203)
- 1260 – ibn al-Abar, arabski zgodovinar, teolog, humorist (* 1199)
- 1272 – Alfonz Molinski, princ Leona in Kastilije (* 1202)
- 1275 – Ramon de Penyafort, katalonski dominikanec, pravnik, svetnik (* 1175)
- 1350 – Giovanni I. di Murta, 2. genovski dož
- 1374 – Andrea Corsini, italijanski karmeličan, škof Fiesole, svetnik (* 1301)
- 1387 – Peter IV., aragonski kralj (* 1319)
- 1398 – Rupert II., nemški volilni knez, pfalški grof (* 1325)
- 1478 – Uzun Hasan, šahanšah dinastije  Ak Kojunlu (* 1423)
- 1772 – Samuel Johnson (filozof), ameriški filozof, Berkeleyev dopisovalec (* 1696)
- 1786 – Jean-Étienne Guettard, francoski geolog, mineralog (* 1715)
- 1831 – Rodolphe Kreutzer, francoski skladatelj, violinist (* 1766)
- 1852 – Louis Braille, francoski izumitelj pisave za slepe (* 1809)
- 1884 – Gregor Mendel, avstrijski avguštinski menih, znanstvenik in pionir genetskih raziskav (* 1822)
- 1918 – Georg Ferdinand Cantor, nemški matematik (* 1845)
- 1919 – Theodore Roosevelt, ameriški predsednik (* 1858)
- 1966 – Slavko Pengov, slovenski slikar (* 1908)
- 1980 – Anton Ocvirk, slovenski zgodovinar (* 1907)
- 1981 – Archibald Joseph Cronin, škotski pisatelj (* 1896)
- 1989 – Edmund Leach, britanski socialni antropolog (* 1910)
- 1990 – Pavel Aleksejevič Čerenkov, ruski fizik, nobelovec 1958 (* 1904)
- 1993 – John Birks »Dizzy« Gillespie, ameriški jazzovski glasbenik (* 1917)
- 1993 – Rudolf Hametovič Nurejev, ruski plesalec, koreograf tatarskega rodu (* 1938)

## Prazniki in obredi
- sveti trije kralji
- sveta družina
- sveti večer (v pravoslavju)